# ميلوس زيفكوفيتش
ميلوس زيفكوفيتش (1 ديسمبر 1984 بنيش في صربيا - ) هو لاعب كرة قدم صربي في مركز الدفاع. لعب مع رادنيتشكي نيش ونادي بوتوشاني ونادي رابوتنيتشكي ونادي غوميل ونادي فيكينغور ونادي ياغودينا وFK Železničar Niš ‏ وOFK Sinđelić Niš ‏ ونادي ميتالاك وFK Novi Pazar ‏.

## وصلات خارجية
- ميلوس زيفكوفيتش على موقع قاعدة بيانات كرة القدم.إي يو (الإنجليزية)
- ميلوس زيفكوفيتش على موقع Soccerway.com (الإنجليزية)
- ميلوس زيفكوفيتش على موقع عالم كرة القدم.نت (الإنجليزية)